# Nikaragua na Letnich Igrzyskach Olimpijskich Młodzieży 2010
Nikaragua na Letnich Igrzyskach Olimpijskich Młodzieży w Singapurze w 2010 reprezentowało 3 sportowców w 2 dyscyplinach.

## Skład kadry

### Pływanie
- Cristofer Jimenez
  - 100m st. dowolnym chłopców – 50 miejsce (1:02.32)
  - 100m st. motylkowym chłopców – 33 miejsce (1:07.64)
- Fabiola Espinoza
  - 50m st. dowolnym dziewcząt – 41 miejsce (28.90)
  - 200m st. dowolnym dziewcząt – 41 miejsce (2:24.21)

### Zapasy
- Jose Gonzalez